# Idaea perpulverea
Idaea perpulverea là một loài bướm đêm trong họ Geometridae.